# Janusz Piekałkiewicz
Janusz Piekałkiewicz (né en 1925 à Varsovie et mort le 9 mars 1988) est un soldat polonais, historien, écrivain, producteur de télévision et de cinéma. Il est le neveu de Jan Piekałkiewicz, délégué du gouvernement polonais en exil, tué par la Gestapo le 19 juin 1943.

## Biographie

### Jeunesse
Il entre dans la résistance à l'âge de 17 ans. Il sert notamment au Bureau de l'Information et de la Propagande de l'Armia Krajowa et participe à l'insurrection de Varsovie à la suite de laquelle il est déporté à la filiale du camp de concentration nazi d'Oranienburg-Sachsenhausen. En 1946 il est reçu au baccalauréat, deux ans plus tard il entame ses études à l'École nationale de cinéma de Łódź et parallèlement il étudie l'histoire contemporaine.
Trois ans plus tard il est renvoyé de l'école pour des raisons politiques. Il travaille en tant qu'assistant metteur en scène et écrit des scénarios pour des films de science populaire, qui ne sont pas réalisés, également pour des raisons politiques. Il déménage alors à Zakopane et devient guide de montagne. En 1956 il quitte la Pologne en utilisant la route des courriers de la résistance de la Seconde Guerre mondiale.

### En exil
À l'automne 1956 il arrive en Hongrie où il prend part à l'insurrection de Budapest, après la défaite des révoltés il part pour l'Autriche où il est brièvement interné. Il travaille d'abord sur les chantiers routiers. Ensuite il devient reporter radio à Vienne et producteur de télévision et de cinéma à Paris, Londres et en Allemagne de l'Ouest.
Sa série télévisée de 26 épisodes "Espions, agents, soldats - unités secrètes de la Seconde Guerre mondiale" reçoit la Nymphe d'or au festival de télévision de Monte-Carlo en 1969. Ce prix lui est attribué pour l'objectivisme et la précision de faits présentés. La statuette lui est remise 11 ans plus tard. Son livre sorti sous le même titre est considéré comme "l'un des plus intéressants et des plus complets livres d'espionnage de la Seconde Guerre mondiale".

## Œuvres
Toutes les publications de Janusz Piekałkiewicz ont été écrites en allemand. Ce n'est qu'après la chute du communisme en Pologne qu'elles sont traduites en polonais. Son but était d'écrire à nouveau l'histoire contemporaine et de produire un film documentaire sur la Seconde Guerre mondiale.

### Histoire de la guerre
- Der Erste Weltkrieg
- Der Zweite Weltkrieg
- Luftkrieg 1939–1945
- Seekrieg 1939–1945
- Krieg der Panzer 1939–1945
- Polenfeldzug – Hitler und Stalin zerschlagen die Polnische Republik
- Krieg auf dem Balkan 1940–1945
- Ziel Paris – Der Westfeldzug 1940 ,
- Rommel und die Geheimdienste in Nordafrika 1941–1943
- Der Wüstenkrieg in Afrika 1940–1943
- Die Schlacht um Moskau – Die erfrorene Offensive
- Stalingrad – Anatomie einer Schlacht
- Unternehmen Zitadelle – Kursk und Orel: Die größte Panzerschlacht der 2. Weltkriegs
- Kampf um Warschau – Stalins Verrat an der polnischen Heimatarmee 1944,
- Die Schlacht von Monte Cassino – Zwanzig Völker ringen um einen Berg
- Die Invasion – Frankreich 1944,
- Arnheim 1944 – Die größte Luftlandeoperation
- Die Schweiz am Rande des Krieges,
- Die Ju 52 im Zweiten Weltkrieg
- Der Fieseler Fi 156 "Storch" im Zweiten Weltkrieg
- Die 8,8 Flak im Erdkampfeinsatz
- Die BMW Kräder R12 / R75 im Zweiten Weltkrieg
- Pferd und Reiter im Zweiten Weltkrieg
- Die Deutsche Reichsbahn im Zweiten Weltkrieg,
- Der VW Kübelwagen Typ 82 im Zweiten Weltkrieg,
- Die alte Tante und der Storch. Bildreport Ju 52 und Fi 156

### Histoire de services secrets
- Spione, Agenten, Soldaten – Geheime Kommandos im Zweiten Weltkrieg ,
- Weltgeschichte der Spionage

### Autres œuvres
- Da liegt Gold – Verborgene Schätze in aller Welt ,
- Schatzsucher haben noch Chancen ,
- Freibeuter in der Karibischen See – Das bunte wilde Leben der Buccaneers,
- Nachbarn seit tausend Jahren. Deutsche und Polen in Bildern und Dokumenten (avec Richard Breyer et Peter E. Nasarski).